# 더 웨딩 링거
《더 웨딩 링거》(영어: The Wedding Ringer)는 2015년 공개된 미국의 버디 로맨틱 코미디 영화이다.

## 줄거리
지미는 친구가 없는 남자들에게 가짜 신랑 들러리를 제공하는 사업체를 운영한다. 새로운 고객인 세법 전문 변호사 더그는 신부 들러리 숫자에 맞춰 지미가 사업을 시작한 이래로 전례가 없던 신랑 들러리 7명을 부탁한다. 급한대로 지미는 친구 셋을 섭외하고 면접을 거쳐 특이하고 다양한 새 인물들을 끌어모은다. 고객과는 철저히 거리를 유지하고 친구가 되지 않는 게 지미의 원칙이지만 이번 일은 조금 다를지도 모른다.

## 출연
- 케빈 하트 - 빅 미첨/지미 캘러핸 역
- 조시 개드 - 더그 해리스 역
- 케일리 쿼코 - 그레천 파머 역
- 앨런 리치슨 - 킵 로이올라/커루 역
- 클로리스 리치먼 - 할머니 역
- 미미 로저스 - 로이스 파머 역
- 켄 하워드 - 에드 파머 역
- 에이피온 크로킷 - 레지/드라이즈데일 역
- 제니퍼 루이스 - 도리스 젱킨스 역
- 올리비아 설비 - 앨리슨 파머 역
- 저스틴 이제릭 - 팸 라인스도프 역
- 호헤이 가르시아 - 러치/가비 역
- 조시 펙 - 형편없는 신랑 들러리 대표 역
- 조 네이머스 - 본인 역
- 페르난도 콜룽가 - 호제이 역
- 에런 타카하시 - 하비 엔도/램비스 역
- 트리스틴 메이스 - 귀여운 신부 들러리 역
- 이그나시오 세린치오 - 에드문도 리걸 역
- 니키 윌런 - 나디아 역
- 휘트니 커밍스 - 홀리 멍크 역
- 애슐리 존스

## 기타 제작진
- 미술: 크리스 콘월